# Saint-Germain-du-Plain
Saint-Germain-du-Plain – miejscowość i gmina we Francji, w regionie Burgundia-Franche-Comté, w departamencie Saona i Loara.
Według danych na rok 1990 gminę zamieszkiwało 1698 osób, a gęstość zaludnienia wynosiła 88 osób/km² (wśród 2044 gmin Burgundii Saint-Germain-du-Plain plasuje się na 124. miejscu pod względem liczby ludności, natomiast pod względem powierzchni na miejscu 471.).